# هان سو اون
پارک اون جی (کره‌ای: 박은지؛ زادهٔ ۸ ژوئیه ۱۹۹۳) که بیشتر با نام هنری هان سو اون (کره‌ای: 한소은) شناخته می‌شود، بازیگر اهل کره جنوبی است. او بیشتر به خاطر ایفای نقش جوانی جونگ دا جونگ در دوباره هجده سالگی و جانگ استلا در آیدل: شاهکار شناخته می‌شود.

## فیلم‌شناسی

### فیلم
| سال  | عنوان                               | نقش        | توضیحات      |
| ---- | ----------------------------------- | ---------- | ------------ |
| ۲۰۱۹ | فیزیک کوانتومی: ریسک یک زندگی شبانه | سلبریتی زن | حضور افتخاری |

### مجموعه تلویزیونی
| سال  | عنوان             | نقش                         | توضیحات               | منابع  |
| ---- | ----------------- | --------------------------- | --------------------- | ------ |
| ۲۰۱۳ | عشق بیکار         | ناشناس                      |                       | [ ۲ ]  |
| ۲۰۱۸ | از طریق امواج     | پارک یون جو                 |                       | [ ۳ ]  |
| ۲۰۱۸ | زیبایی درون       | قرار بدون آشنایی قبلی دو جه | حضور افتخاری (قسمت ۲) | [ ۴ ]  |
| ۲۰۱۹ | کلاس دروغ‌ها       | هان ته را                   |                       | [ ۵ ]  |
| ۲۰۲۰ | بار مرموز سانگاب  | شین بو را                   | حضور افتخاری (قسمت ۸) | [ ۶ ]  |
| ۲۰۲۰ | دوباره هجده سالگی | جوانی جونگ دا جون           |                       | [ ۷ ]  |
| ۲۰۲۱ | آیدل: شاهکار      | جانگ استلا                  |                       | [ ۸ ]  |
| ۲۰۲۲ | ساحره شدن         | لی گو اون                   |                       | [ ۹ ]  |
| ۲۰۲۳ | وکیل چوسان        | کانگ اون سو                 |                       | [ ۱۰ ] |
| ۲۰۲۴ | بلک اوت           | پارک دا اون                 |                       | [ ۱۱ ] |

### مجموعه اینترنتی
| سال  | عنوان                               | نقش           | توضیحات | منابع  |
| ---- | ----------------------------------- | ------------- | ------- | ------ |
| ۲۰۱۵ | چاپلوس                              | پارتنر        |         | [ ۲ ]  |
| ۲۰۱۶ | شب پرستاره گوهو                     | گونگ گونگ هی  |         | [ ۸ ]  |
| ۲۰۱۸ | میان عشق و دوستی ۳                  | جونگ ما اوم   |         | [ ۱۲ ] |
| ۲۰۱۸ | شماره شش                            | سه را         |         | [ ۴ ]  |
| ۲۰۲۰ | داستان‌های عجیب مدرسه: هشتمین سالگرد | اوه میونگ جین |         | [ ۱۳ ] |
| ۲۰۲۱ | رستوران جادوگر                      | کانگ سو جونگ  |         | [ ۱۴ ] |
| ۲۰۲۱ | میتونی زمان رو تحویل بدی؟ ۲۰۰۲      | ها دا یون     |         |        |
| ۲۰۲۳ | ولاگ گانگستر                        | پارک یو نا    |         | [ ۱۵ ] |